# Hydrovatus oblongipennis
Hydrovatus oblongipennis är en skalbaggsart som beskrevs av Régimbart 1895. Hydrovatus oblongipennis ingår i släktet Hydrovatus och familjen dykare. Inga underarter finns listade i Catalogue of Life.